# Jos Verstappen
Johannes Franciscus "Jos" Verstappen (Montfort, Nizozemska, 4. ožujka 1972.) je bivši nizozemski vozač automobilističkih utrka i otac Maxa Verstappena. Godine 1992. osvojio je naslov prvaka u Formula Opel Lotus Benelux prvenstvu, a 1993. naslov prvaka u Njemačkoj Formuli 3. U Formuli 1 je nastupao od 1994. do 2003., a najbolje rezultate je ostvario u Mađarskoj i Belgiji u prvoj sezoni, kada je u Benettonu osvojio treće mjesto. Na utrci 24 sata Le Mansa je nastupao 2008. i 2009., a 2008. u Porscheu RS Spyder je završio na desetom mjestu u ukupnom poretku, ali je u svojoj klasi LMP2 bio najbrži. Suvozači su mu bili sunarodnjaci Peter van Merksteijn Sr. i Jeroen Bleekemolen.

## Vanjske poveznice
- Jos Verstappen - Driver Database
- Jos Verstappen - Stats F1
- Jos Verstappen - Racing Sport Cars